# Polupustinja
Polupustinja,  geomorfološko područje koje opstoji u velikoj oskudici vlage s vrlo slabim vegetacijskim pokrovom. Nerijetko prolazi kroz duga razdoblja bez oborina ili vrlo oskudnih oborina. Izvori vode su rijetki i slabi. Prijelazni je oblik od pustinje ka drugim oblicima.
Zajedno s pustinjama prostiru se na trećini površine svih kontinenata i na ozemljima oko šezdesetak država. Danas se natapa samo oko 4% (2 milijuna km²) pustinjskih i polupustinjskih regija. Prirodne su savane nastale u pojasu između tropskih kišnih šuma s jedne i polupustinja i pustinja s druge strane.
Polupustinja je također jedno od glavnih flornih područja u Europi, uz tundre, crnogorične šume, mješovite listopadne šume, sredozemne šume i šikare, te stepe. Od flornog područja (eurosibirsko-sjevernoameričko florno područje) uz Sjeverno ledeno more gdje je oskudna vegetacija tundre se preko prijelazne zone šuma stepa na to florno odručje u jugoistočnome dijelu europskog prostora nadovezuje iransko-kaspijsko florno područje s velikim prostranstvom travnatih zajednica stepa i polupustinja. U istočnoj Europi, od Crnoga mora do podnožja Urala, raširena je travnata stepa, a u sušnijim područjima na jugoistoku, razvija se postupno vegetacija polupustinja; gust travnati sloj nestaje, a zamjenjuju ga trnoviti grmovi i trajnice, te sukulente. U području sa suhom kontinentalnom klimom raširena je vegetacija stepa i polupustinja. Glavna vegetacijska sezona je stepama proljeće i rano ljeto, kada je najviše oborina. U kasno ljeto i u jesen biljni se pokrivač isuši, a zimska hladnoća uzrokuje potpun prekid vegetacije. Fauna je slična stepskoj s obiljem gmazova, otrovnih pauka i kukaca.
Za Europu je specifično stvaranje takozvanih polu-pustinja koje obuhvaćaju i područja izrazitog zelenila, kao i iznimno sušna područja na istom lokalitetu. Primjer jedne od polupustinja u Europi je Accona u Toskani, talijanskoj pokrajini. Klima španjolske primorske pokrajine Almeríje u Andaluziji je polupustinjska, a u njenoj polupustinji Tabernas snimani su brojni vesterni.
Regija Kalahari u Africi većim je dijelom polupustinja, osim krajnjeg jugozapada. Gotovo 90% prostora Džibutija je pustinja i polupustinja. U tropskom dijelu Afrike vegetacija savana i polupustinja raširena je više nego tropska šuma. U azerbajdžanskom Nahičevanu u ravnici se mjestimice razvila polupustinja. Na istoku Senegala razvila se polupustinja sahelske vrste. Sjeveroistok Srednjoafričke Republike je polupustinjski.
U Aziji su polupustinje, osobito slane, u aralsko-kaspijskoj ili srednjoazijskoj regiji holarktičkoga područja i biljni se je svijet te regije prilagodio se suhoj, kontinentskoj klimi, koja uvjetuje dvokratni godišnji prekid vegetacije: zimski i sušni. U Kini je Unutarnja Mongolija velikim dijelom polupustinja a Xinjiang u ravničarskom dijelu je polupustinjski i pustinjski (Takla Makan).
U Americi je poznata polupustinja Llano Estacado u južnom dijelu Visoke ravnice (High Plains). Sjevernoamerička pustinjska i polupustinjska regija obuhvaća područje između Sierra Nevade i Kaskadskoga gorja na zapadu i Stjenjaka na istoku. U andskom području Južne Amerike nalazi se i područje polupustinje s bodljikavim grmovima. Prerije, suhi travnjaci Sjeverne Amerike u svojem južnom dijelu prostiranja, na području sjeveroistočnog Meksika su polupustinja i pustinja.
Ruski botaničar Boris Aleksandrovič Keler pisao je o ruskim polupustinjama.